# 麻里万里
麻里 万里（あさざと まり、1968年7月13日 - ）は、日本の女優。株式会社フレッシュハーツ所属。(FHプロモーション)

## 人物
高校卒業後、千代田工科芸術専門学校の演劇・ミュージカル科に通いながら、1987年にアティック・エージェンシーに所属。
1989年、新宿シアターアプルにて卒業公演『シラノ・ド・ベルジュラック』で、ロクサーヌ役を演ずる。
同年、一度見たら忘れないように本名の万里と合わせて『まり まり』と読めるように芸名（麻里万里）を付けてもらう。
2005年に所属事務所が解散となり、同年、優企画所属となる。
2015年より、株式会社フレッシュハーツ所属。（現：フレッシュハーツ内　FHプロモーション）
2018年より、出身地（東京大田区）を２歳で引越してきて育った埼玉県蕨市に変更。

## エピソード
1997年に第一子（長男）、1999年に第二子（二男）をもうける。以後、子育てと両立させながら女優を続けている。
2009年より、都内ギャラリーにて朗読会も行っていた。
中学時代は吹奏楽部でクラリネットを担当。将来は交響楽団に入りクラリネット奏者になるとその頃は思っていた。

お酒は飲めない。
甘い物が大好きで、チョコレートは寝起きからでも食べられる。
学生時代からずっと日本舞踊を続けていたのもあり和服が大好き。
ミュージカルの学校を出た為、ジャズダンス・バレー・タップダンスの勉強もした。
太極拳にも興味を持ち、24式と八卦掌も試みる。
太極拳は現在108式を修練中。
妹（女優：宮本夕莉）は舞台を中心に活躍している。

2020年　YouTubeにて、10年以上前に開設していた万里チャンネルを再スタート！
麻里万里の１分間劇場やキャンプ・神社仏閣・旅など気ままにアップしている。

## 出演

### テレビ
NHK
- 春日局
- 結婚まで
- 連続テレビ小説
  - 天花
  - 梅ちゃん先生 （2012年9月11日） - 患者 役
- 男たちの運動会 - 真弓 役
- BSプレミアムドラマ　『PTA グランパ！』（第7・8 話）（2017年）
- チコちゃんに叱られる！2021年から現在
- BSプレミアムドラマ　『業界怪談２』リフォーム編（2022年）

NHK教育
- 虹色定期便
- 歴史見つけた

日本テレビ
- 恋人も濡れる街角 - レギュラー
- ガラスの絆 - 吉田早苗 役
- 魔術はささやく - 三田敦子 役
- 刑事貴族3（1992年） - 川島美紀 役
- 監察医・室生亜季子⑮*扼殺 - 田原和子 役
- 監察医・室生亜季子⑳*拳銃 - 田原和子 役
- 軽井沢ミステリー(4)
- 受験の神様（2007年）
- 夏ドラ!スペシャル 新幹線ガール（2007年）

TBS
- 愛情地獄 - 春美 役
- 結婚狂時代 - 田代清美 役
- 卒業 - よしみ 役
- 泥だらけの純情 - 白井美恵 役
- 駅弁刑事 - 北村君子 役
- 浮浪雲
- ワールド極限ミステリー（2021年）

フジテレビジョン
- 逢いたい時にあなたはいない… - レギュラー：栗田 役
- 華の誓い（1991年） - セミレギュラー：久美子 役
- 黒い斜面 - みどり 役
- OLたちのざけんなヨ!!「社員旅行は大ッ嫌い!」（1993年） - 慶子 役
- 裏窓殺人事件 - 篠原康子 役
- 夫婦探偵 殺意のめぐり逢い - 大塚まさみ 役
- 初体験
- 母親失格
- 世にも奇妙な物語 '08春特別篇 『フラッシュバック』
- GTO - 相沢麗子 役
- GTO卒業スペシャル- 相沢麗子 役

テレビ朝日
- さすらい刑事旅情編 - 沢村容子 役
- 七人の女弁護士 第1シリーズ 最終話「非行主婦殺人事件!」（1991年）
- はぐれ医者・お命預かります!
  - スペシャル（1993年） - おしん 役
  - 第xx話（1995年） - おゆみ 役
- はぐれ刑事純情派
  - （1992年）第5シリーズ第9話「郵送された香典！恩返しの殺人」 - 浅井美智 役
  - （1993年）第6シリーズ 第23話「懐メロコンテストに出た安浦刑事」 - 神崎麻里 役
  - （1994年）第7シリーズ 第12話「偽造金券の罠 逃げる妹の婚約者」 - 三ツ木泉 役
  - （1995年）第8シリーズ 第11話「愛犬が暴く痴漢!?刑事の片想い」 - 白鳥圭子 役
  - （2003年）第16シリーズ 第10話「狙われた六月の花嫁」 - 看護師 役
  - （2004年）第17シリーズ 第1話「能登和倉温泉に甦る親子愛…疑惑の再会」、第2話「能登和倉温泉に引き裂かれた親子愛の謎！」 - 浅井夫人 役
- 風の刑事・東京発! 第9話「越後湯沢行き! 刑事をゆする女」（1995年） - 菊池明美 役
- 土曜ワイド劇場　
  - 『旅役者葵長五郎』（1995年） - 大塚まさみ 役
  - 『深層捜査』（2017年）-大嶋美津子 役
- 日曜ドラマ　　　『深層捜査２』（2017年）フラワー教室生徒 役

テレビ東京
- アイラブフルーツ - レポーター 役
- 罪な女 - ユリ 役
- 泥棒には手を出すな - 早苗 役
- 映画みたいな恋したい - 岸順子 役
- 今夜はコの字で (2020年)　-東十条「よりみち」の女将役　（BSテレ東）

### 映画
- 誘惑者（1989年）長崎俊一　監督
- はぐれ刑事純情派（1989年）吉川一義　監督
- 公園通りの猫たち（1989年）中田新一　監督
- キスより簡単2（1990年）若松孝二　監督
- 落陽（1991年）伴野朗　監督
- 超能力者　〜未知への旅人〜（1994年）佐藤純彌　監督
- お終活 熟春!人生、百年時代の過ごし方 （2021年5月21日公開）- 涼太の母親 役　　香月秀之　監督
- デコトラの鷲（2021年）香月秀之　監督
- 怪談映画『煩い』〜水の女〜（2022年）綾瀬凛　監督
- 消えない虹（2022年）島田伊知郎　監督
- おまえの罪を自白しろ（2023年）水田伸生　監督
- お終活　再春！人生ラプソディ（2024年）香月秀之　監督

### CM
- 丸三屋（1998年）
- 小野万（1988年）
- プロミス（1989年）
- ナカバヤシ　フエルアルバム（1989年）
- スーパーワリッカ（1990年）
- 東芝ルポ
- ユニチャーム
- NTTドコモ （2006年）
- ディズニー・JAL機内（2006年）
- トエックス・宮城限定（2007年）
- 撮りませんか・JCN（2008年）
- アリコジャパン  （2008年）
- 地震速報・JCN（2009年- ）
- ミツカン 「黒酢」（2010年）
- 介護センター『花岡』・花岡HPにてWebCM（2016年-）
- 明光義塾HP講師募集バナー（2018年）
- 静鉄不動産（2018年）
- 加美乃素（2018年）
- docomo光インフォマーシャル（2021年）
- チュラコス「みーかさな」（2022年）
- キュラデンタルリンス＆ホワイトニングジェル（2022年）
- minimini　賃貸バンク長野不動産（2023年）
- 森永プレミオ　インフォマーシャル（2023年）
- 弁護士会　WEB CM （2023年）

### 舞台
- 夢千代日記（三越劇場） - 小夢役
- 包丁一代（名鉄劇場）
- 人生まわり舞台 旅役者駒十郎日記（大阪飛天）
- 神風-KAMIKAZE-（劇団球・第14球2015夏公演）

ラジオなど
・大竹まことゴールデンラジオ（2019年）
・YouTube短編ドラマ『愛のシンデレ男』　　早川恵介  監督　（2022年）
・YouTube短編ドラマ『本を贈る』　　　　　篠原哲雄　監督　（2022年）
・ZEXA TV 『米ちゃんが世相を斬る！』（2024年〜）
ネットシネマ・ゴールデンエッグプロジェクト作品（短編映画）
・第２回　『じゅ☆エリー』　　　　　　　   　土持幸三 監督
・第５回　『ヨミノイト』　　　　　　　　 　　富田卓 監督
・第６回　『おもろい夫婦』   観客賞受賞　　 　富田卓 監督
・第７回　『顔』　　　　　　　　　　　　 　　島田伊智郎 監督
・第８回　『縁の下の恋』　　　　　　　　 　　富田卓 監督
・第９回　『シークレットゲーム』　　　　 　　井坂聡 監督
・第10回　『第３番変イ長調』〜愛の夢〜　   　香月秀之 監督　　（長編映画）
・第11回　『ありふれた風景』　　　　　　 　  人見健太郎 監督
・第12回　『帰ら去る君へ』　　　　　　　　　飯野歩 監督　　（長編映画）
・第13回　『真夏にハードボイルドは似合わない』　本多幹祐 監督
・第14回　『面接』　　　　　　　　　　　 　　市野龍一 監督　　（ショートドラマ）
・第15回　『愛』 　　　                                 香月秀之 監督　　（ショートドラマ）
・第16回　『でき心』（脚本も担当）・『みなみととしえ』　　　香月秀之  監督 （縦型ショートドラマ）